# His Prehistoric Past
His Prehistoric Past és una pel·lícula muda còmica de la Keystone escrita, dirigida i protagonitzada per Charles Chaplin. Es tracta de la darrera pel·lícula que Chaplin va rodar per a la Keystone abans de signar per l’Essanay. La pel·lícula, de dues bobines, tracta sobre un rodamón que en adormir-se en u parc somia que es troba a l'edat de pedra, es va estrenar el 7 de desembre de 1914. S'ha apuntat que la pel·lícula és una paròdia de “Man’s Genesis” (1912) de D. W. Griffith.

## Argument
Charlot s'asseu en un banc del parc. Decideix fer una migdiada, s'estira i comença a somiar... Mentrestant, a l'edat de pedra, el rei Low-Brow de la platja de Wakiki, s'asseu envoltat de les seves sis esposes mentre un home balla per entretenir-los. Charlie arriba a aquesta terra vestit de cavernícola però amb barret i bastó. S'arranca pels de la seva pell d’ós per poder-los fumar en una pipa. Es troba amb l'esposa preferida del Rei que ha anat a buscar aigua i flirteja amb ella. El cavernícola que havia estat ballant se'n va a caçar, veu en Charlie besant el braç de la dona i li dispara una fletxa que se li clava al cul. La dona la treu i després Charlie llança una pedra al caçador ballarí però falla i va a parar al cap del rei. Charlie i el caçador es persegueixen al voltant d'una roca. El rei s'uneix a la persecució i és atacat accidentalment pel caçador que li clava la fletxa al cul. Aleshores, Charlie fa marxa enrere i noqueja el caçador amb una porra i intercanvia targetes de visita (fulles) amb el Rei. Es donen la mà i es freguen el nas. Es fan amics i el Rei el porta a una cova per prendre una copa.
Allà, les dones es fixen en Charlie fins que arriba un home més jove que desplaça la seva atenció. Charlie el pega i amb una de les dons se'n van a la vora de l'aigua. Una onada els arrossega cap al mar. Tornen però el Rei està molest. El caçador ballarí es desperta i busca venjança. Charlie balla amb l'esposa preferida i el rei es torna a molestar. Surten a caçar; en Charlie dispara una fletxa a un ocell dalt d’un niu i trenca un ou que aterra al cap del rei. Després, Charlie declara el seu amor per l'esposa preferida del rei i arriben les altres esposes. Charlie clava una puntada de peu al rei que cau per un penya-segat. Les dones el creuen mort per lo que Charlie és considerat el nou rei. El rei, però, no ha mort i és trobat pel ballarí que retornen i colpegen Charlie amb una pedra al cap. En aquell moment Charlie es desperta del seu somni perquè un policia el colpeja al cap amb la seva porra perquè està dormint al parc.

## Repartiment
- Charlie Chaplin (Weak-Chin)
- Mack Swain (rei Low-Brow)
- Fritz Schade (Ku-Ku, el bruixot)
- Cecile Arnold (esposa del rei)
- Al St. John (cavernícola)
- Sydney Chaplin (policia)
- Helen Carruthers (la reina)
- Gene Marsh (Sum-Babee, favorita del rei)
- Vivian Edwards (esposa del rei)